# Westerhout 49
Westerhout 49 (también conocida cómo W49) es una fuente de ondas de radio con propiedades similares a la de una región HII, situada en la constelación del Águila y descubierta por el astrónomo Gart Westerhout en 1958.
Su distancia al Sol se estima en alrededor de 11,4 kilopársecs (37000 años luz). Está tan lejos que el polvo interestelar la hace invisible en el óptico, por lo que para su estudio hay que recurrir a otras longitudes de onda además de las ondas de radio, como por ejemplo el infrarrojo, que penetran en él.

## Estructura
Westerhout 49 está dividida en dos regiones: W49A al oeste y W49B al este. Mientras que este último es un remanente de supernova, el primero es una gran región de formación de estrellas naciente, una de las más grandes de la Vía Láctea de hecho, embebida en una nube molecular gigante y que incluye, por un lado, alrededor de 30 estrellas jóvenes y calientes de clasificación espectral O y B dispuestas en un anillo —algunas de hecho envueltas aún en la nube de gas y polvo en la que han nacido o en regiones HII ultracompactas (regiones HII muy pequeñas)— y posiblemente un número mucho mayor de estrellas de luminosidad menor no detectadas y/o aún no formadas —todo ello extendido en un área de 15 pársecs—, y, por otro lado, cuatro cúmulos estelares con más de 100 estrellas de tipo O y B de hasta 120 masas solares, muchas de las cuales también envueltas aún en la nube molecular en la que han nacido y con una edad de apenas entre 104 años y 105 años; todo esto ha hecho que sea considerada cómo la versión de nuestra galaxia de las regiones de formación estelar encontradas en galaxias que están experimentando una gran actividad de formación de estrellas.
Entre esas estrellas recién nacidas se encuentra W49nr1, situada en el centro de uno de esos cúmulos y con unos parámetros mal definidos, con una luminosidad varios millones de veces superior a la del Sol y una masa inicial de entre 90 y 250 masas solares lo que la situaría entre las estrellas más luminosas y masivas conocidas según un estudio realizado con ayuda del VLT.